# Condado de Carroll (Ohio)
El condado de Carroll es uno de los 88 condados del estado estadounidense de Ohio. La sede del condado, así como su mayor ciudad, es Carrollton. El condado posee un área de 394,61 millas cuadradas (1022,0 km²) de tierra, la población es de 26 721 habitantes, y la densidad de población es de 67,7 hab/milla² (26,1 hab/km²), según el censo nacional de 2020. Este condado fue fundado el 1 de enero de 1833.